# Скегнесс
Скегнесс ( /ˌskɛɡˈnɛs/  ) — приморский город и община в неметрополитенском районе Восточный Линдси в графстве Линкольншир, Англия. Город расположен на побережье Северного моря, в 69 км к востоку от города Линкольна и в 35 км к северо-востоку от города Бостона. По состоянию на 2021 год, численность населения составляла 21 128 человек, что делает его крупнейшим поселением в Восточном Линдси. Он включает в себя деревню Уинторп и населённый пункт Сикрофт и образует более крупную городскую территорию с курортами Инголдмелс и Чапел-Сент-Леонардс на севере. Город расположен на трассах A52 и A158, соединяющих его с Бостоном и регионом Восточный Мидленд, и Линкольном соответственно. Железнодорожная станция Скегнесс находится на линии Ноттингем — Скегнесс (через Грэнтем).
Первоначально Скегнесс располагался восточнее, в устье реки Уош. Его древнескандинавское название относится к возвышенному мысу, который находился недалеко от поселения. К XIV веку это был важный местный порт для прибрежной торговли. Естественная береговая защита, защищавшая гавань, была разрушена в позднее Средневековье и была затоплена морем после шторма в 1520-х годах. Восстановленный вдоль новой береговой линии, ранний современный Скегнесс был небольшой рыбацкой и фермерской деревней, но с конца XVIII века местное джентри приезжали сюда на праздники. Появление железнодорожного транспорта в 1873 году превратило его в популярный морской курорт. Таков был замысел Ричарда Ламли,  9-го графа Скарборо, владевшего большей частью земель в окрестностях; он построил инфраструктуру города и разбил на участки, которые сдавал в аренду на девелопмент. Новый Скегнесс быстро стал популярным местом для отдыхающих и туристов из промышленных городов Восточного Мидленда. К межвоенным годам город превратился в один из самых популярных морских курортов Великобритании. К этому времени относится и планировка современной набережной, а вокруг города были построены лагеря отдыха, в том числе первый курортный комплекс Butlin's, открывшийся в Инголдмелсе в 1936 году.
В 1970-х годах туристский продукт за рубежом стал все более популярным и доступным вариантом для многих британских отдыхающих; эта тенденция в сочетании с сокращением занятости в промышленности в Восточном Мидленде нанесла ущерб туристической экономике Скегнесса в конце XX века. Тем не менее, курорт сохраняет базу постоянных посетителей. Туризм увеличился после рецессии 2007–2009 годов благодаря доступности курорта. В 2011 году город был четвёртым по популярности местом отдыха в Англии среди жителей Великобритании, а в 2015 году его посетили более 1,4 миллиона человек. Он имеет репутацию традиционного английского морского курорта благодаря своему длинному песчаному пляжу и прибрежным достопримечательностям, включающим игровые автоматы, закусочные, Парк развлечений Botton's, пирс, ночные клубы и бары. Другие туристические достопримечательности включают аттракцион Natureland Seal Sanctuary, музей The Village Church Farm, аквариум, историческую железную дорогу Lincolnshire Coast Light Railway, ежегодный карнавал, ежегодный фестиваль искусств и природный заповедник Gibraltar Point к югу от города.
Несмотря на появление нескольких производственных компаний с 1950-х годов и известность Скегнесса как местного торгового центра, туристическая индустрия по-прежнему очень важна для экономики и занятости, однако низкие заработные платы и сезонный характер экономики туристических услуг, а также старение населения города привели к высокому уровню относительной депривации . Плохое транспортное и коммуникационное сообщение препятствует диверсификации экономики . Жители обслуживаются пятью государственными начальными школами и подготовительной школой, двумя государственными средними школами (одна из которых является селективной ), несколькими колледжами, общественной больницей, несколькими церквями и двумя местными газетами. В городе есть полицейский участок, магистратский суд и спасательная станция.